# (3196) Maklaj
(3196) Maklaj (1978 RY; 1976 GY5; 1979 YS2) ist ein ungefähr 14 Kilometer großer Asteroid des äußeren Hauptgürtels, der am 1. September 1978 vom russischen (damals: Sowjetunion) Astronomen Nikolai Stepanowitsch Tschernych am Krim-Observatorium (Zweigstelle Nautschnyj) auf der Halbinsel Krim (IAU-Code 095) entdeckt wurde.

## Benennung
(3196) Maklaj wurde nach dem Anthropologen und Ethnographen Nikolai Nikolajewitsch Miklucho-Maklai (1846–1888) aus dem Russischen Kaiserreich benannt, der die Indigenen Völker Südostasiens sowie von Australien und Ozeanien studierte und etwa drei Jahre unter den Papua auf Neuguinea lebte.